# James Parker (Politiker, 1768)
James Parker (* 1768 in Boston, Province of Massachusetts Bay; † 9. November 1837 in Gardiner, Maine) war ein US-amerikanischer Politiker. Zwischen 1813 und 1821 vertrat er zweimal den Bundesstaat Massachusetts im US-Repräsentantenhaus.

## Werdegang
James Parker besuchte die öffentlichen Schulen seiner Heimat. Nach einem anschließenden Medizinstudium und seiner Zulassung als Arzt begann er in Gardiner im damaligen Maine-Bezirk des Staates Massachusetts in diesem Beruf zu arbeiten. Politisch wurde er Mitglied der Demokratisch-Republikanischen Partei. In den Jahren 1811 und 1812 gehörte er dem Senat von Massachusetts an.
Bei den Kongresswahlen des Jahres 1812 wurde Parker im damals neu eingerichteten 19. Wahlbezirk von Massachusetts in das US-Repräsentantenhaus in Washington, D.C. gewählt, wo er am 4. März 1813 sein neues Mandat antrat. Bis zum 3. März 1815 konnte er zunächst nur eine Legislaturperiode im Kongress absolvieren. Diese war von den Ereignissen des Britisch-Amerikanischen Krieges geprägt. Bei den Wahlen des Jahres 1818 wurde Parker im 18. Distrikt seines Staates erneut in den Kongress gewählt, wo er am 4. März 1819 Thomas Rice ablöste. Bis zum 3. März 1821 absolvierte er eine weitere Amtszeit im US-Repräsentantenhaus.
Nach dem Ende seiner Zeit im Kongress praktizierte James Parker wieder als Arzt. Er starb am 9. November 1837 in Gardiner im 1820 gegründeten Bundesstaat Maine, wo er auch beigesetzt wurde.